# Виноградов Іван Матвійович
Іван Матвійович Виноградов (2 (14) вересня 1891 — 20 березня 1983, Москва) —радянський математик, академік АН СРСР (1929) на кафедрі фізико-математичних наук (математика).
Двічі Герой Соціалістичної Праці (1945, 1971). Лауреат Ленінської премії (1972) і Державної премії СРСР (1983) і Сталінської премії першого ступеня (1941).

## Біографія
Народився 2 (14) вересня 1891 року в селі Милолюб (нині Великолуцький район Псковської області) в сім'ї сільського священика. Середню освіту здобув у реальному училищі. У 1910 році вступив на фізико-математичний факультет Санкт-Петербурзького університету. Після закінчення університету в 1914 році залишився там, щоб підготуватися до здобуття професорського звання. Здобув докторський ступінь. З 1918 по 1920 рік працював у Пермському державному університеті та Томському державному університеті. У 1920 році став професором. Продовжив свою роботу в Ленінградському університеті, також викладав у Політехнічному інституті (1920-1934).
У 1932-1934 роках був директором Фізико-математичного інституту АН СРСР. У 1934 році рішенням загальних зборів АН СРСР Інститут фізики і математики розділили на Фізичний інститут й Математичний інститут імені Стеклова (МІАН). І.M. Виноградов став директором останнього й працював на цій посаді понад 45 років — до самої смерті, із перервою з жовтня 1941 року по лютий 1944 року (коли інститут очолював С. Л. Соболєв, через обов'язкову евакуацію з Москви членів АН СРСР, старших 50 років).
Був головним редактором журналу «Известия АН СРСР. Серия математическая» (1948), голова Національного комітету радянських математиків, головний редактор «Математичної енциклопедії».
Похований у Москві на Новодівичому кладовищі.

## Наукова діяльність
Основні роботи присвячені аналітичній теорії чисел; основні результати були отримані завдяки створеному ним методу тригонометричних сум, який став одним з основних підходів до розв'язання задач аналітичної теорії чисел.
На початку отримав значні результати у розв'язанні проблеми Воринга. Зокрема, він довів першу «близьку» оцінку зверху для функції Харді: {\displaystyle G(n)} — найменше {\displaystyle k} таке, що кожне {\displaystyle \mathrm {N} \geq \mathrm {N} _{0}(n)} представлене сумою {\displaystyle k} виду {\displaystyle x^{n}} . У 1924 році він довів, що:
{\textstyle G(n)=O(n\log n)}.
Після численних роз'яснень у 1959 році він довів, що:
{\displaystyle G(n)<2n\log n+4n\log \log n+2n\log \log \log n+13n}
1937 року Виноградов довів тернарну гіпотезу Гольдбаха для всіх досить великих чисел (більших за деякі константи). Однак, нижня межа була настільки великою, що перевірити решту чисел у XX столітті не вдавалося навіть за допомогою комп'ютера.
У 1959 році покращив оцінку залишкового члена функції {\displaystyle \pi (n)} — кількості простих чисел, що не перевищують {\displaystyle n}.

## Адміністративно-громадська діяльність
Він мав великий авторитет на кафедрі математики АН СРСР і багато в чому був неформальним керівником радянських математиків.
При цьому він ніколи не був членом КПРС. У 1955 році підписав знаменитий «Лист трьохсот» на підтримку радянських генетиків проти групи Лисенка.
У 1970-х роках в Академії наук СРСР виникла протидія керівництву Виноградова. Говорили про його упередженість у вирішенні кадрових питань, зокрема й звинувачували в антисемітизмі. Виноградов вигнав з МІАНу  майже всіх євреїв за кількома винятками[джерело?]. Група анонімних математиків-емігрантів писала, що Виноградов пишався тим, що «очистив» інститут від євреїв. Сергій Новіков у розмові з Мартіном Крускалем у 1979 році, порівняв Виноградова і Понтрягіна, також звинуваченого в антисемітизмі, і заявив: «Виноградов — редкостный мерзавец и человеконенавистник, делает карьеру на антисемитизме с 1940-х годов. Понтрягин вступил в их ряды только в 1968 году, и он крикун, а тот ловок, настоящий дьявол, злодей, пьющий кровь тайно, в темноте».
Виноградову протистояли багато фізиків-теоретиків і деякі академіки інших кафедр. Підтримували його більшість академіків-математиків і керівництво Академії наук СРСР. У 1977 році на загальних зборах АН СРСР обговорювалося питання чергового переобрання Виноградова на посаду директора інституту. У таємному голосуванні близько третини голосів було віддано проти Виноградова. Цього було недостатньо, щоб усунути його, і він залишався на посаді директора до самої смерті.

## Вшанування
- Іноземний член Лондонського королівського товариства (1942), іноземний член Національної академії деї Лінчеї в Римі (1958), Німецької академії натуралістів «Леопольдіна» (1962), Французької академії наук (1946), Данської Королівської академії наук (1947), Угорської академії наук (1950), Академії наук НДР (1950), Сербської академії наук і мистецтв (1959), почесний член Лондонського математичного товариства (1939) і Індійського математичного товариства (1947), член Американського філософського товариства(1942).
- Меморіальний будинок-музей у Великих Луках (єдиний радянський математик, на честь якого будинок-музей був організований за його життя[джерело?])
- До сторіччя від дня його народження була створена Золота медаль імені І.M. Виноградова АН СРСР, пізніше перетворена в премію імені І.M. Виноградова Російської академії наук.
- У грудні 1983 року на його честь була названа вулиця в Московському районі Теплого Стана (YUZAO)
- На Новодівичому кладовищі на могилі встановлено пам'ятник із бюстом.

## Твори
- Виноградов І.M. Избранные труды / етв. Ю. В. Лінник. — М., 1952.
- Виноградов І.M. Метод тригонометрических сумм в теории чисел. - друге видання — М., 1976.
- Виноградов І.M. Метод тригонометрических сумм в простейших вариантах. — М., 1976.
- Виноградов І.M. Особые варианты метода тригонометрических сумм. — Єкатеринбург: Редакційна УРСР, 2004.
- Виноградов І.M. Основы теории чисел: Учебное пособие. — 12-е видання  — С.П.: Лань, 2009.